# Tumanskij R-15
Tumanskij R-15 byl turbokompresorový reaktivní motor, vyvinutý v konstrukční kanceláři vedené S. K. Tumanským.
Jde o koncepčně velice jednoduchý stroj, jednohřídelový motor s pětistupňovým axiálním (osovým) kompresorem, spalovací komorou smíšené konstrukce a jednostupňovou axiální turbínou. Za motorem je ještě rozměrná komora přídavného spalování, výstupní tryska motoru je třípolohová. Motor R-15 poháněl ve své době moderní a výkonnou sovětskou nadzvukovou stíhačku MiG-25.
Letouny MiG-25 poháněly zprvu motory R-15B-300 o tahu 7 500 kp (74,55 kN) a 10 210 kp (100,126 kN) s přídavným spalováním, později zdokonalené R-15BD-300 s tahem 8 800/11 200 kp (86,30/109,834 kN). Palivo je speciální, s označením T-6 (může být použito i palivo T-7P), jde o směs uhlovodíků s vysokým bodem varu (palivo slouží zároveň i k ochlazování vnitřní konstrukce stroje).
Motory MiGu-25 měly zprvu dobu mezi revizemi pouhých 150 hodin, ovšem na dotaz vedoucího konstrukce motorů R-15 v OKB Tumanskij, Fjodora Šuchova, se mu dostalo odpovědi, že pro „speciální použití“ bude i tato životnost postačující (motor vznikl dalším vývojem typu určeného pro bezpilotní prostředky, s životností 25 hodin — tam ovšem životnost v řádu desítek hodin skutečně plně postačovala, vzhledem k jednorázovému použití; skutečností je, že životnost motoru mezi generálkami se nakonec u verze R-15BD-300 podařilo zvýšit na 1000 hodin).

## Varianty

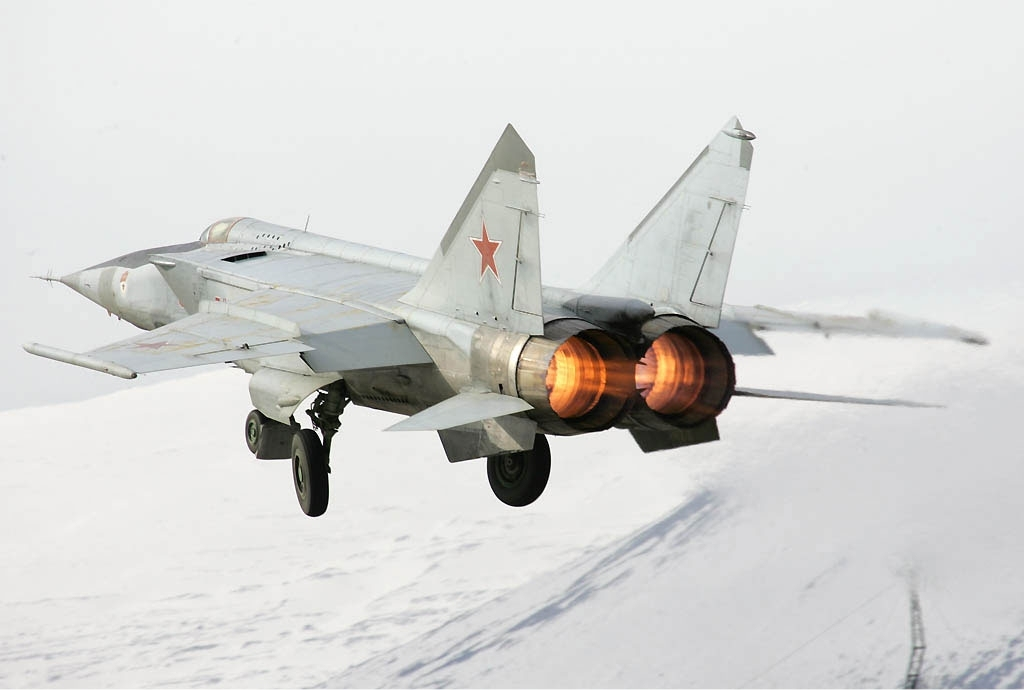
Start MiGu-25RBS s přídavným spalováním

- R-15-300
- R-15-300M
- R-15B-300
- R-15BD-300
- R-15BF2-300

## Technické údaje (R-15B-300)
- Typ: Proudový motor s přídavným spalováním
- Průměr: 1 512 mm
- Délka: 6 264 mm
- Hmotnost suchého motoru: 2 454 kg

### Součásti
- Kompresor: pětistupňový axiální kompresor
- Spalovací komora: Smíšená
- Turbína: jednostupňová

### Výkony
- Maximální tah:
  - 73,5 kN
  - 100,1 kN s příd. spalováním
- Celkový poměr stlačení: 4,75:1
- Průtok/hltnost vzduchu: 144 kg/s
- Teplota plynů před turbínou: 942 °C
- Měrná spotřeba paliva:
  - 127 kg/[h·kN] (volnoběh)
  - 275 kg.h.kN (s příd. spalováním)

### Související
- Solovjov D-30 - motor pohánějící pozdější stroje MiG-25 a zejména jeho pokračovatele MiG-31